# Орр (Міннесота)
Орр (англ. Orr) — місто (англ. city) в США, в окрузі Сент-Луїс штату Міннесота. Населення — 211 особа (2020).

## Географія
Орр розташований за координатами 48°3′28″ пн. ш. 92°49′25″ зх. д. / 48.05778° пн. ш. 92.82361° зх. д. (48.057671, -92.823518).  За даними Бюро перепису населення США в 2010 році місто мало площу 3,54 км², з яких 3,50 км² — суходіл та 0,04 км² — водойми.

## Демографія
Згідно з переписом 2010 року, у місті мешкало 267 осіб у 117 домогосподарствах у складі 69 родин. Густота населення становила 75 осіб/км².  Було 152 помешкання (43/км²).
Расовий склад населення:
| - 80,9 % — білих - 18,4 % — корінних американців |

До двох чи більше рас належало 0,7 %. Частка іспаномовних становила 0,0 % від усіх жителів.
За віковим діапазоном населення розподілялося таким чином: 23,6 % — особи молодші 18 років, 61,8 % — особи у віці 18—64 років, 14,6 % — особи у віці 65 років та старші. Медіана віку мешканця становила 42,1 року. На 100 осіб жіночої статі у місті припадало 105,4 чоловіків;  на 100 жінок у віці від 18 років та старших — 106,1 чоловіків також старших 18 років.
Середній дохід на одне домашнє господарство  становив 42 428 доларів США (медіана — 37 500), а середній дохід на одну сім'ю — 45 659 доларів (медіана — 40 000). За межею бідності перебувало 30,1 % осіб, у тому числі 59,5 % дітей у віці до 18 років та 12,2 % осіб у віці 65 років та старших.
Цивільне працевлаштоване населення становило 142 особи. Основні галузі зайнятості: освіта, охорона здоров'я та соціальна допомога — 35,2 %, мистецтво, розваги та відпочинок — 11,3 %, роздрібна торгівля — 7,7 %, публічна адміністрація — 7,7 %.